# Dantaye Gilbert
Dantaye Gilbert (Trinidad y Tobago, 3 de diciembre de 2004) es un futbolista trinitense que juega de centrocampista en el Jong PSV de la Eerste Divisie.

## Trayectoria
Asistió al Presentation College en San Fernando y jugó para el San Juan Jabloteh en su tierra natal.
Anotó el primer gol del San Juan Jabloteh en su temporada inaugural en la TT Premier Football League. En septiembre de 2023 firmó un contrato de dos años con el PSV Eindhoven. Poco después debutó con el PSV Eindhoven sub-21 contra el Nottingham Forest sub-21 en la Copa Internacional de la Premier League.
Hizo su debut en la Eerste Divisie con el Jong PSV el 15 de septiembre de 2023 contra el De Graafschap. El 6 de octubre de 2023 marcó su primer gol con el Jong PSV en la Eerste Divisie contra el MVV Maastricht.

## Selección nacional
Ha representado a la selección sub-20 de Trinidad y Tobago.

## Estadísticas

### Clubes
Actualizado al último partido disputado el 25 de noviembre de 2024.
| Club                                | Div.          | Temporada     | Liga  | Liga  | Liga   | Copas nacionales | Copas nacionales | Copas nacionales | Copas internacionales | Copas internacionales | Copas internacionales | Total | Total | Total  |
| Club                                | Div.          | Temporada     | Part. | Goles | Asist. | Part.            | Goles            | Asist.           | Part.                 | Goles                 | Asist.                | Part. | Goles | Asist. |
| ----------------------------------- | ------------- | ------------- | ----- | ----- | ------ | ---------------- | ---------------- | ---------------- | --------------------- | --------------------- | --------------------- | ----- | ----- | ------ |
| San Juan Jabloteh Trinidad y Tobago | 1.ª           | 2023-24       | 1     | 1     | 0      | —                | —                | —                | —                     | —                     | —                     | 1     | 1     | 0      |
| San Juan Jabloteh Trinidad y Tobago | Total club    | Total club    | 1     | 1     | 0      | 0                | 0                | 0                | 0                     | 0                     | 0                     | 1     | 1     | 0      |
| Jong PSV · Países Bajos             | 2.ª           | 2023-24       | 18    | 5     | 0      | —                | —                | —                | —                     | —                     | —                     | 18    | 5     | 0      |
| Jong PSV · Países Bajos             | 2.ª           | 2024-25       | 11    | 2     | 0      | —                | —                | —                | —                     | —                     | —                     | 11    | 2     | 0      |
| Jong PSV · Países Bajos             | Total club    | Total club    | 29    | 7     | 0      | 0                | 0                | 0                | 0                     | 0                     | 0                     | 29    | 7     | 0      |
| Total carrera                       | Total carrera | Total carrera | 30    | 8     | 0      | 0                | 0                | 0                | 0                     | 0                     | 0                     | 30    | 8     | 0      |